# Sergej Josifovič Karcevskij
Sergej Josifovič Karcevskij (někdy psáno Sergěj, Iosifovič nebo Karcevskyj, otčestvo rusky Osipovič) (28. srpna 1884, Tobolsk – 7. listopadu 1955, Ženeva) byl ruský lingvista, profesor ruského jazyka a literatury na ženevské univerzitě, člen Pražského lingvistického kroužku (PLK). Prostřednictvím Karcevského přicházel PLK do styku s myšlenkami ženevské školy a přímo i s  myšlenkami Saussurovými, jehož znal Karcevskij osobně. Na půdě PLK přednášel však jenom dvakrát.

## Dílo
- Jazyk, vojna i revoljucija (1923)
- Russkij jazyk I. Grammatika (1925)
- Système du verbe russe (1927)
- Povtoritělnyj kurs russkogo jazyka (1928)
- Du dualisme asymétrique du signe linguistique (1929)
- Sur la phonologie de la phrase (1931)